# Alto de los Quebrachos
Alto de los Quebrachos es una localidad argentina ubicada en el departamento Cruz del Eje de la provincia de Córdoba. Se encuentra sobre la ruta provincial A75, 30 km al Noroeste de Cruz del Eje. Se organiza política y territorialmente como Comuna, cuya jurisdicción abarca, además de la localidad en sí, los parajes de: Las Tapias, Quebracho Calado, Olivares del Sol, Los Charcos y Puesto Nuevo.
La comuna organiza anualmente la Fiesta Regional del Cabrito, en homenaje al animal base de las economías familiares de la zona. Cuenta con un puesto de salud.

## Población
Cuenta con 154 habitantes (Indec, 2022), lo que representa un descenso del 4% frente a los 161 habitantes (Indec, 2010) del censo anterior.
| Gráfica de evolución demográfica de Alto de los Quebrachos entre 2001 y 2022 |
|                                                                              |
| Fuente: Censos nacionales del INDEC                                          |

## Sismicidad
La región posee sismicidad media; y sus últimas expresiones se produjeron:
- 22 de septiembre de 1908 (116 años), a las 17.00 UTC-3, con 6,5 Richter, escala de Mercalli VII; ubicación 30°30′0″S 64°30′0″O / -30.50000, -64.50000; profundidad: 100 km ; produjo daños en Deán Funes, Cruz del Eje y Soto, provincia de Córdoba, y en el sur de las provincias de Santiago del Estero, La Rioja y Catamarca.

- 16 de enero de 1947 (78 años), a las 2.37 UTC-3, con una magnitud aproximadamente de 5,5 en la escala de Richter (terremoto de Córdoba de 1947)[3]

- 28 de marzo de 1955 (70 años), a las 6.20 UTC-3 con 6,9 Richter: además de la gravedad física del fenómeno se unió el desconocimiento absoluto de la población a estos eventos recurrentes (terremoto de Villa Giardino de 1955)

- 7 de septiembre de 2004 (20 años), a las 8.53 UTC-3 con 4,1 Richter

- 25 de diciembre de 2009 (15 años), a las 21.42 UTC-3 con 4,0 Richter